# Distretto di Dzjaržynsk
Il distretto di Dzjaržynsk (in bielorusso Дзяржынскі раён?) è un distretto (raën) della Bielorussia appartenente alla regione di Minsk.